# Катрін Краббе
Катрін Краббе (нім. Katrin Krabbe; у шлюбі — Ціммерманн (нім. Zimmermann); нар. 22 листопада 1969) — німецька легкоатлетка, яка спеціалізувалася на спринті.
На міжнародних змаганнях до возз'єднання Німеччини представляла НДР.

## Спортивні досягнення
Учасниця олімпійських змагань з бігу на 200 метрів (1988), на яких зупинилась на півфінальній стадії.
Чемпіонка світу з бігу на 100 та 200 метрів (1991). Бронзова призерка чемпіонату світу з естафетного бігу 4×100 та 4×400 метрів (1991).
Фіналістка (6-е місце) змагань з бігу на 60 метрів на чемпіонатів світу в приміщенні (1991).
Чемпіонка світу серед юніорів з бігу на 200 метрів та естафетного бігу 4×100 метрів (1988). Срібна призерка чемпіонату світу серед юніорів з бігу на 100 метрів (1988) та естафетного бігу 4×100 метрів (1986). Бронзова призерка чемпіонату світу серед юніорів з бігу на 200 метрів (1986).
Триразова чемпіонка Європи з бігу на 100 метрів, 200 метрів та естафетного бігу 4×100 метрів (1990).
Переможниця у бігу на 100 метрів та естафетному бігу 4×100 метрів на Кубку Європи (1989).
Чемпіонка Європи серед юніорів з естафетного бігу 4×100 метрів (1987).
Чемпіонка Німеччини з бігу на 100 метрів та 200 метрів (1991). Чемпіонка НДР з бігу на 100 метрів (1989) та 200 метрів (1990).
Чемпіонка Німеччини в приміщенні з бігу на 60 метрів (1991, 1992).

## Визнання
- Легкоатлетка року в світі (1991)
- Спортсменка року в Німеччині (1990, 1991)

## Допінг
У 1992 спортсменка була дискваліфікована на 1 рік рішенням Федерації легкої атлетики Німеччини за порушення антидопінгових правил внаслідок виявлення в її організмі кленбутеролу. ІААФ додала до цього строку ще два роки дискваліфікації. Краббе оскаржила санкцію ІААФ на тій підставі, що вона була покарана за одне й те саме порушення двічі (спочатку національною федерацією, а згодом — міжнародною). За результатами восьмирічного судового процесу сторони досягли позасудового врегулювання, в межах якого Краббе отримала від ІААФ грошову компенсацію.